# Klaus Hollinetz

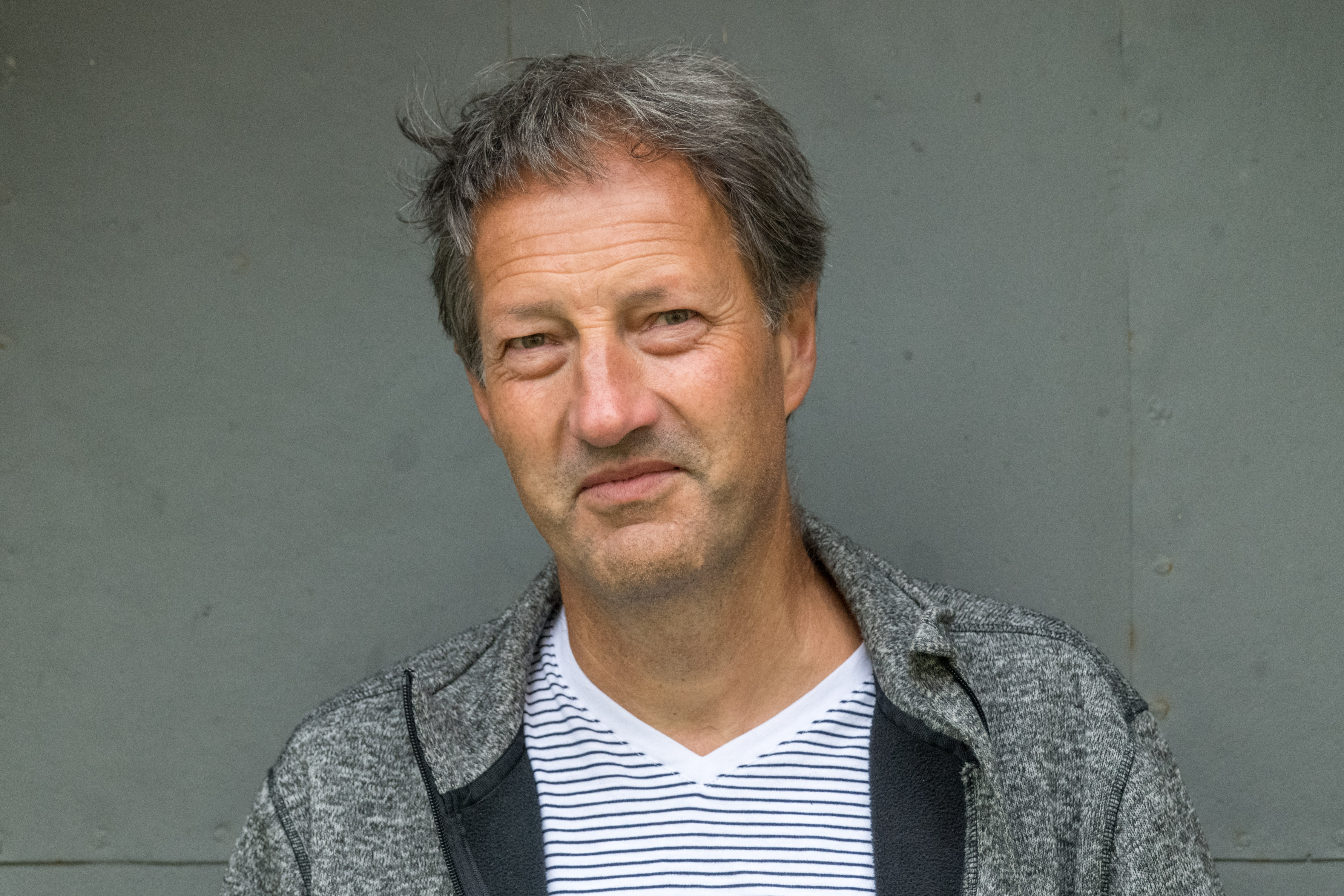
Klaus Hollinetz (2018)

Klaus Hollinetz (* 7. Oktober 1959 in Linz) ist ein österreichischer Literat, Komponist und Klangkünstler.

## Leben und Wirken
Klaus Hollinetz besuchte von 1966 bis 1969 die Volksschule und danach bis 1978 das Bundesrealgymnasium in Wels und Traun. Nach dem Abschluss der Matura studierte er von 1985 bis 1987 Elektroakustik und Experimentalmusik an der Universität für Musik und darstellende Kunst Wien bei Dieter Kaufmann und schuf seit dieser Zeit zahlreiche elektroakustische Kompositionen und andere Werke. Gleichzeitig begann seine literarische Tätigkeit mit Publikationen in Österreich, Mexiko und Tschechien. Seit 1990 gehört er der Künstlervereinigung MAERZ an.
In den Jahren 1992 und 1996 fungierte er als Co-Leiter des Festivals Absolute Musik. Von 1992 bis 1994 stand das Experimentalmusikstudio im Offenen Kulturhaus in Linz unter seiner Leitung. Von 1993 bis 1995 war er Gastkomponist und Lektor an der Kunstuniversität und realisierte dort das GRAINY Projekt. Ab dem Jahr 1996 war er Gastkomponist am Studio SAMT des Brucknerkonservatoriums. Seit 2000 ist er Lehrbeauftragter für Ästhetik der Elektronischen Musik und Sound-Design am Institut für Elektronische Musik an der Kunstuniversität Graz.
Gemeinsam mit Werner Puntigam und Adam Chisvo bildete Hollinetz in den 2000er Jahren das Ensemble mbirations, das rural-urban chamber music produzierte.
Zu seinen Großprojekten zählt SONUS LOCI, ein Dreistundenkonzert mit vielen Musikern und zahlreichen Lautsprechern im Juli 2015 am Münster in Ulm.
Klaus Hollinetz lebt und arbeitet in Traun.

## Auszeichnungen
- 1991: Talentförderungspreis des Landes Oberösterreich für Literatur
- 1992: Talentförderungspreis des Landes Oberösterreich für Musik
- 2001: Anton Bruckner Stipendium des Landes Oberösterreich
- 2005: Kulturpreis des Landes Oberösterreich für Musik

## Werke (Auswahl)

### Elektronische Musik
- Awake – Lautsprecherensembles/ElAk (stereo) (1986)[5]
- Network 7 – Solo für Elektroakustik, in Zusammenarbeit mit Gerald Trimmel und Peter Böhm (1986)[5]
- Moravagine – Lautsprecherensembles/ElAk (stereo) (1987)[5]
- a sumatra l’art amusa – 1. Version, für Violine, Elektronik (live), Tonband und Synthesizer, in Zusammenarbeit mit Gerald Trimmel und Peter Böhm (1987)[5]
- a sumatra l’art amusa – Computermusik und Live-Elektronik, in Zusammenarbeit mit Gerald Trimmel und Peter Böhm (1987)[5]
- To and fro – Lautsprecherensembles/ElAk (stereo) (1988)[5]
- Libra I-IV – Konzertinterludien für 4 Kanäle (1990)[5]
- Purgatorium – Komposition mit Kurzwellenklängen (1990)[5]
- Libra – Konzertperformance und Lautsprecherinstallation im resonanten Raum (1991)[5]
- Diffraktion – Komposition für rückgekoppelte Klänge (1991)[5]
- Wind und Staub – für 78 Lautsprecher (56 Audiokanäle) nach einem Text von Henri Michaux (1992–2004)[5]
- Tenebrae – Lautsprecherensembles/ElAk (stereo) (1993)[5]
- Das Summen, der Ton – Lautsprecherensembles/ElAk (stereo) (1994)[5]
- Wiegenlied – aus dem „Schlafradio-Projekt“ (1995)[5]
- Kontinuum – Komposition für vier Kanäle (1995)[5]
- Flammenzungen – Mehrteilige Komposition für 16 Kanäle (1996)[5]
- Distant Horns – aus dem „Tonga Projekt“ (1997)[5]
- Free Saggittarius – Zwei Paraphrasen auf den „Freischütz“ von Carl Maria von Weber (1999)[5]
- Northern Territories – Komposition für zwölf Kanäle und variabler Zeitgestaltung aus dem Projekt „Territories“ (1999)[5]
- Southern Territories – Komposition für zwölf Kanäle und variabler Zeitgestaltung aus dem Projekt „Territories“ (1999)[5]
- Walking mind – zehnkanalige Klanginstallation zur Lautsprecherskulptur „Das Gehirn liegt an der Fussunterseite“ zusammen mit Wolfgang Tschapeller (2000)[5]
- Iconoclast – Installation für sechs Lautsprecher (2001)[5]
- Lowlands 1 – für verstärkte Bassflöte und zwölf Lautsprecher aus dem Projekt „Territories“ (2002)[5]
- Lowlands 2 – für zwölf Lautsprecher aus dem Projekt „Territories“ (2002)[5]
- Memorial – Remix/Komposition mit Klangmaterial von Dieter Feichtner (2003)[5]
- Vissage / Vissage continue – in Zusammenarbeit mit Cordula Bösze für Flöte und Elektronik, 6–28 Lautsprecher (Versionen) (2003–2004)[5]
- Iniji – für 24 Lautsprecher nach einem Text von Henri Michaux (2004)[5]
- Helix – für 4 Lautsprecher (2004)[5]
- Innere Hebriden I – Teil I für vier Lautsprecher aus dem Projekt „Territories“ (2005)[5]
- SOUND FISHING I – für Klavier, Elektronik und Multikanaler Klangprojektion, in Zusammenarbeit mit Manon-Liu Winter (2005)[5]

### Radiophonie/Hörspielmusik
- Jenseits der Grenze – Aus dem Hörstück „Die Reise nach Ravenna“ (1989)[5]
- Tarquinia – Aus dem Hörstück „Die Reise nach Ravenna“ (1989)[5]
- Die Reise nach Ravenna – Hörstück für Sprecher und elektroakustische Känge (1989)[5]

### Klanginstallationen
- La cuccagna nuova – Klanginstallation für acht Lautsprecher (1992)[5]
- Little Stories – Klanginstallation für die Installation „Reading Room“ von Betty Spackman und Anja Westerfrölke (1997)[5]
- Little Stories – Klanginstallation für die Installation „Reading Room“ Zusatzversion (deutsch) (1997)[5]
- Wounded Earth – Zwölfkanälige Klanginstallation mit Keith Goddard aus dem Projekt „Wounded Earth“- And they greet us with guns (1997–1998)[5]
- Walking mind – zehnkanalige Klanginstallation zur Lautsprecherskulptur „Das Gehirn liegt an der Fussunterseite“ zusammen mit Wolfgang Tschapeller (2000)[5]
- Secret gestures – Klanginstallation für vier (sechs) Lautsprecher (2002)[5]
- echoe.S – Klanginstallation für zwei Stereosysteme (2004)[5]
- Hickup – Klanginstallation für sechs Lautsprecher nach einem Text von und mit Christian Loidl (2004)[5]